# Nenê (futbolista)
Anderson Luiz de Carvalho (São Paulo, Brasil, 19 de julio de 1981), más conocido como Nenê es un futbolista brasileño. Juega de centrocampista o de delantero en el E. C. Juventude del Campeonato Brasileiro Série A.

## Trayectoria

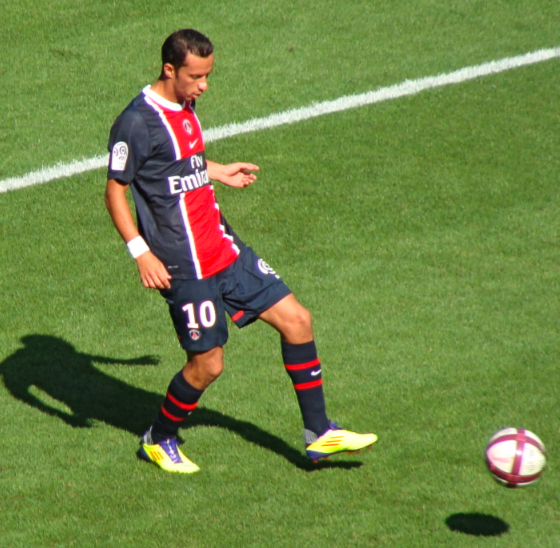
Nenê en un partido con el PSG

En 2002 fichó por el S. E. Palmeiras, equipo en el que estuvo poco tiempo, ya que se marchó al Santos F. C. En Brasil destacó por marcar bastantes goles.
En 2003 llegó a la Primera División de España, fichando por el R. C. D. Mallorca. Debutó en la Liga el 14 de septiembre en el partido que su equipo cayó por 4 a 0 ante el Athletic Club. Estuvo una temporada en el equipo balear, marcando dos goles.
En 2004 pasó a formar parte de la plantilla del Deportivo Alavés. Esa temporada consiguió el ascenso a Primera con su club. Pero en 2006, descendió con el Deportivo Alavés a Segunda División y, el 25 de julio, fue traspasado al R. C. Celta de Vigo por 4,5 millones de euros y un jugador del Celta. El equipo gallego también perdió la categoría y Nenê se fue al A. S. Monaco F. C.
El 17 de agosto de 2007 juró la Constitución, nacionalizándose español. En 2008 el Mónaco lo cedió al R. C. D. Espanyol. Después de hacer una temporada en las filas periquitas, jugando la gran mayoría de partidos como titular y marcando 4 goles, volvió al club francés.
El 12 de julio de 2010 se anunció su traspaso al París Saint-Germain por 5 millones de euros, tras realizar una campaña con el club monegasco anotando 14 goles.
El 15 de enero de 2013 se hizo oficial su fichaje por el equipo catarí Al-Gharafa, por el cual firma por dos años y medio. Sin embargo, rescindió su contrato con el club el 28 de enero de 2015. Se incorporó al West Ham United hasta final de temporada, pero allí solo jugó 8 partidos, todos como suplente, y se descartó su continuidad.
Tras esta etapa en Inglaterra regresó a su país para jugar en C. R. Vasco da Gama. Allí estuvo hasta a inicios de 2018, cuando se marchó al São Paulo F. C. Al año siguiente se fue a Fluminense F. C. antes de regresar al C. R. Vasco da Gama en septiembre de 2021. Esta segunda etapa en el club finalizó a inicios de 2023 y se unió al E. C. Juventude.

## Clubes
| Club                       | País       | Año       |
| -------------------------- | ---------- | --------- |
| Paulista F. C.             | Brasil     | 1999-2001 |
| S. E. Palmeiras            | Brasil     | 2002      |
| Santos F. C.               | Brasil     | 2003-2004 |
| R. C. D. Mallorca (cedido) | España     | 2003-2004 |
| Deportivo Alavés           | España     | 2004-2006 |
| R. C. Celta de Vigo        | España     | 2006-2007 |
| A. S. Monaco F. C.         | Francia    | 2007-2010 |
| R. C. D. Espanyol (cedido) | España     | 2008-2009 |
| Paris Saint-Germain F. C.  | Francia    | 2010-2013 |
| Al-Gharafa S. C.           | Catar      | 2013-2015 |
| West Ham United F. C.      | Inglaterra | 2015      |
| C. R. Vasco da Gama        | Brasil     | 2015-2018 |
| São Paulo F. C.            | Brasil     | 2018-2019 |
| Fluminense F. C.           | Brasil     | 2019-2021 |
| C. R. Vasco da Gama        | Brasil     | 2021-2023 |
| E. C. Juventude            | Brasil     | 2023-     |

## Palmarés

### Títulos regionales
| Título                       | Club                | Estado         | Año  |
| ---------------------------- | ------------------- | -------------- | ---- |
| Copa Paulista                | Paulista F. C.      | São Paulo      | 1999 |
| Campeonato Paulista Serie A2 | Paulista F. C.      | São Paulo      | 2001 |
| Taça Guanabara               | C. R. Vasco da Gama | Río de Janeiro | 2016 |
| Campeonato Carioca           | C. R. Vasco da Gama | Río de Janeiro | 2016 |
| Taça Rio                     | C. R. Vasco da Gama | Río de Janeiro | 2017 |
| Taça Rio                     | Fluminense F. C.    | Río de Janeiro | 2020 |

### Títulos nacionales
| Título  | Club                | País    | Año  |
| ------- | ------------------- | ------- | ---- |
| Serie C | Paulista F. C.      | Brasil  | 2001 |
| Ligue 1 | París Saint-Germain | Francia | 2013 |

### Distinciones individuales
| Distinción                                     | Año  |
| ---------------------------------------------- | ---- |
| Máximo goleador de la Ligue 1 (21 goles)       | 2012 |
| Máximo asistente de la Serie B (9 asistencias) | 2016 |
| Máximo goleador de la Copa de Brasil (6 goles) | 2020 |